# صمت نيتو (فلم 1994)
صمت نيتو  (بالإسبانية: El silencio de Neto) هو فيلم دراما غواتيمالي صدر عام 1994 من بطولة أوسكار خافيير المينجور، ومن إخراج وتأليف لويس أرغيتا. تم اختيار الفيلم كمدخل لغواتيمالا لجائزة أفضل فيلم بلغة أجنبية في حفل توزيع جوائز الأوسكار السابع والستون، لكن لم يتم ترشيحه. وهو أول فيلم يتم تقديمه لتمثيل غواتيمالا في جائزة أفضل فيلم بلغة أجنبية.

## ملخص القصة
صبي يكافح ضد حياته الأسرية الخانقة خلال انقلاب غواتيمالا عام 1954.

## طاقم التمثيل
| - أوسكار خافيير المينجور بدور نيتو ييبيس - بابلو أريناليس بدور رودريغو - هيكتور أرغويتا بدور ديدو دوس - كريستينا اركيتا بدور نينا سينكو - ويلي بير بدور السيد فولر |  |  |  | - أنديرا شينشيلا بدور نيديا - ميلدريد تشافيز بدور روزا - ميريام س. دي سوسا بدور مديرة المدرسة - خوليو دياز بدور إدواردو ييبيس - أوتو فرنانديز بدور المعلم الجديد |

## روابط خارجية
- مقالات تستعمل روابط فنية بلا صلة مع ويكي بيانات